# Alexis Guendouz
Alexis Guendouz (en arabe : ألكسيس قندوز) est un footballeur algérien né le 26 janvier 1996 à Saint-Étienne en France. Il joue au poste de gardien de but au MC Alger.

## Biographie
Alexis Guendouz évolue en première division algérienne avec le club algérois de l'CR Belouizdad et possède la double nationalité française et algérienne (de père algérien et de mère française).
Il est formé à l'AS Saint-Étienne où il signe professionnel en 2017. En 2018 il est prêté au club de Pau FC en national où il y restera deux ans.
Avant le début de la saison 2020-2021 il signe avec l'USM Alger.
Le 30 mai 2022 il est sélectionné par Madjid Bougherra pour participer à un tournoi amical pour préparer le CHAN 2022 qui se déroulera en Algérie. Le 9 juin 2022 il honore sa première sélection en équipe nationale A' contre la RD Congo.

## Statistiques

### En club
| Saison                | Club                  | Championnat           | Championnat | Championnat | Coupe(s) nationale(s) | Coupe(s) nationale(s) | Supercoupe | Supercoupe | Compétition(s) continentale(s) | Compétition(s) continentale(s) | Compétition(s) continentale(s) | Total | Total |
| Saison                | Club                  | Division              | M.          | B.          | M.                    | B.                    | M.         | B.         | Comp.                          | M.                             | B.                             | M.    | B.    |
| 2013-2014             | AS Saint-Étienne rés. | CFA 2                 | 1           | 0           | -                     | -                     | -          | -          | -                              | -                              | -                              | 1     | 0     |
| 2015-2016             | AS Saint-Étienne rés. | CFA 2                 | 3           | 0           | -                     | -                     | -          | -          | -                              | -                              | -                              | 3     | 0     |
| 2016-2017             | AS Saint-Étienne rés. | CFA 2                 | 12          | 0           | -                     | -                     | -          | -          | -                              | -                              | -                              | 12    | 0     |
| 2017-2018             | AS Saint-Étienne rés. | National 3            | 10          | 0           | -                     | -                     | -          | -          | -                              | -                              | -                              | 10    | 0     |
| Sous-total            | Sous-total            | Sous-total            | 26          | 0           | -                     | -                     | -          | -          | -                              | -                              | -                              | 26    | 0     |
| 2018-2019             | Pau FC (prêt)         | National              | 28          | 0           | 4                     | 0                     | -          | -          | -                              | -                              | -                              | 32    | 0     |
| 2019-2020             | Pau FC (prêt)         | National              | 25          | 0           | 2                     | 0                     | -          | -          | -                              | -                              | -                              | 27    | 0     |
| Sous-total            | Sous-total            | Sous-total            | 53          | 0           | 6                     | 0                     | -          | -          | -                              | -                              | -                              | 59    | 0     |
| 2020-2021             | USM Alger             | Ligue 1               | 13          | 0           | 1                     | 0                     | -          | -          | -                              | -                              | -                              | 14    | 0     |
| 2021-2022             | USM Alger             | Ligue 1               | 10          | 0           | -                     | -                     | -          | -          | -                              | -                              | -                              | 10    | 0     |
| Sous-total            | Sous-total            | Sous-total            | 23          | 0           | 1                     | 0                     | -          | -          | -                              | -                              | -                              | 24    | 0     |
| 2022-2023             | CR Belouizdad         | Ligue 1               | 25          | 0           | 2                     | 0                     | -          | -          | CAF                            | 12                             | 0                              | 39    | 0     |
| 2023-2024             | CR Belouizdad         | Ligue 1               | 22          | 0           | 5                     | 0                     | -          | -          | CAF                            | 6                              | 0                              | 33    | 0     |
| Sous-total            | Sous-total            | Sous-total            | 47          | 0           | 7                     | 0                     | -          | -          | -                              | 18                             | 0                              | 72    | 0     |
| 2024-2025             | Persépolis FC         | Persian Gulf Pro      | 27          | 0           | 1                     | 0                     | 1          | 0          | ACL                            | 8                              | 0                              | 37    | 0     |
| 2025-2026             | MC Alger              | Ligue 1               | -           | -           | -                     | -                     | -          | -          | -                              | -                              | -                              | 0     | 0     |
| Total sur la carrière | Total sur la carrière | Total sur la carrière | 176         | 0           | 15                    | 0                     | 1          | 0          | -                              | 26                             | 0                              | 218   | 0     |

### En sélection nationale
| Saison                | Sélection             | Phases finales        | Phases finales | Phases finales | Éliminatoires CDM | Éliminatoires CDM | Éliminatoires CAN | Éliminatoires CAN | Matchs amicaux | Matchs amicaux | Total | Total |
| Saison                | Sélection             | Compétition           | M              | B              | M                 | B                 | M                 | B                 | M              | B              | M     | B     |
| --------------------- | --------------------- | --------------------- | -------------- | -------------- | ----------------- | ----------------- | ----------------- | ----------------- | -------------- | -------------- | ----- | ----- |
| 2024-2025             | Algérie               | -                     | -              | -              | 2                 | 0                 | 3                 | 0                 | 0              | 0              | 5     | 0     |
| Total sur la carrière | Total sur la carrière | Total sur la carrière | -              | -              | 2                 | 0                 | 3                 | 0                 | 0              | 0              | 5     | 0     |

### Matchs internationaux
Le tableau suivant liste les rencontres de l'équipe d'Algérie dans lesquelles Alexis Guendouz a été sélectionné depuis le 10 octobre 2024 jusqu'à présent :

## Palmarès

### En club
| USM Alger                                   | CR Belouizdad (2) | Persepolis FC                            |
| ------------------------------------------- | --- | ---------------------------------------- |
| - Supercoupe d'Algérie : - Finaliste : 2020 | - Ligue 1 (1) : - Champion : 2023 - Vice-champion : 2024 - Coupe d'Algérie (1) : - Vainqueur : 2024 - Finaliste : 2023 | - Supercoupe d’Iran : - Finaliste : 2024 |